# 712 Fifth Avenue

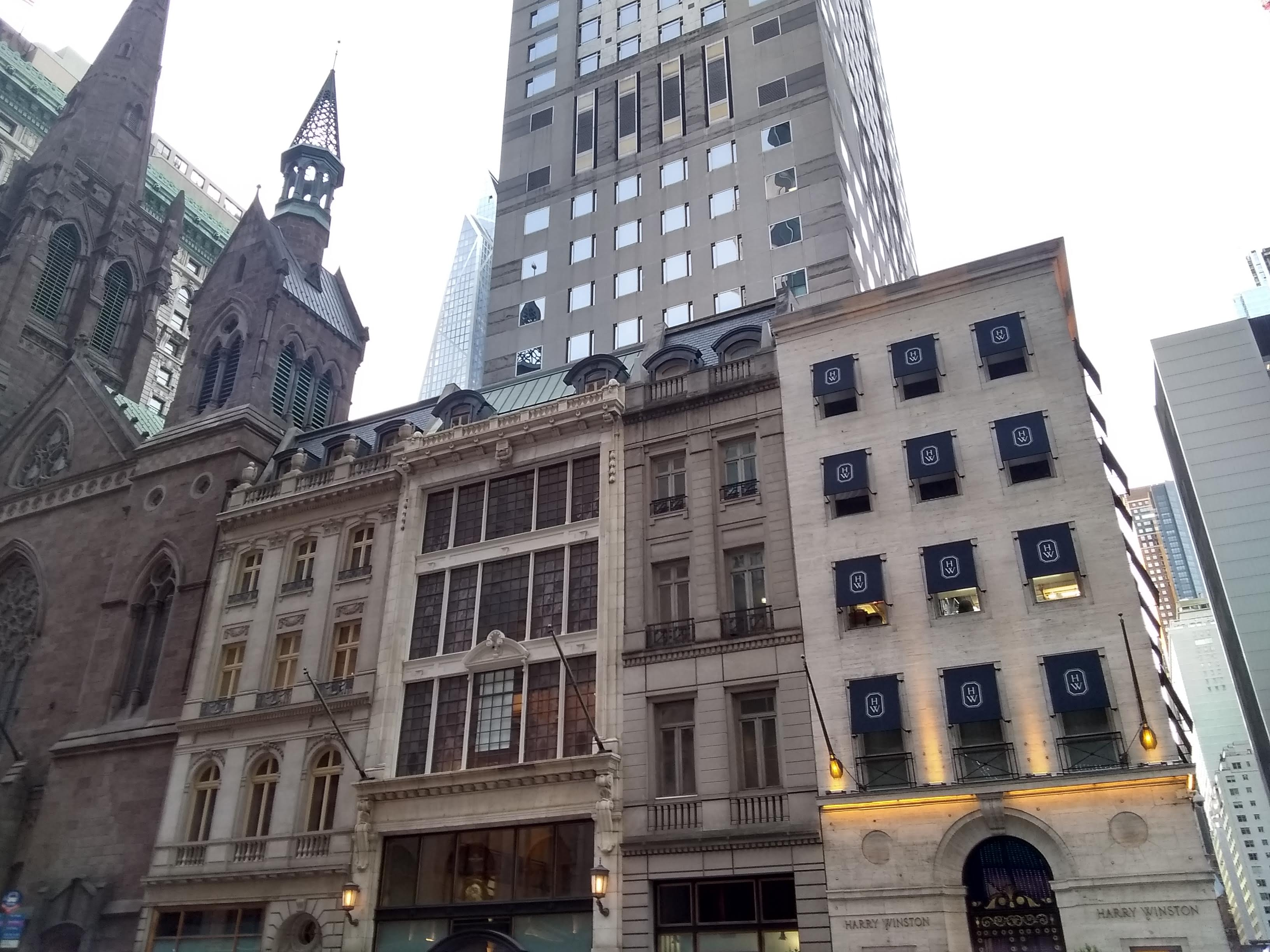
Kirche, Rizzoli und Coty Building,
176 Fifth und 178 Fifth Avenue (v. l. n. r.)

712 Fifth Avenue, auch Henri Bendel Building, ist ein Wolkenkratzer in Manhattan in New York City. Das nach seiner Adresse benannte Bauwerk besteht aus einem 1990 erbauten Büroturm und zwei in den Sockel integrierten historischen Gebäuden von 1908.

## Beschreibung
Das Gebäude befindet sich auf der Westseite der Fifth Avenue zwischen der 55th und 56th Street im Plaza District in Midtown Manhattan. Südlich direkt anliegend steht im selben Block die Kirche Fifth Avenue Presbyterian Church. In der Nähe befinden sich das Hotel The Peninsula New York und der Flagship-Store von Tiffany & Co. Nur drei Blocks nördlich liegt der Central Park und das berühmte Hotel The Plaza.
Der von den Architekturbüros Kohn Pedersen Fox (KPF) und Schuman Lichtenstein Claman & Efro (SLCE Architects) entworfene Wolkenkratzer wurde von 1987 bis 1990 erbaut. Er hat eine Höhe von 198,1 m (650 Fuß) und besitzt 52 Etagen. Der Haupteingang befindet sich in der 56th Street. In den Sockel an der Fifth sind die beiden historischen Gebäude Coty Building und Rizzoli Bookstore-Building integriert. Das fünfstöckige Rizzoli Building hat eine Kalksteinfassade und das sechsstöckige Coty Building eine mit Kalksteinelementen eingefasste Glasfassade. Hinter der Fassade der beiden zu Wahrzeichen der Stadt New York City erklärten Gebäude befindet sich ein Atrium. Der Sockelbereich an der einstigen 176 Fifth Avenue neben dem Coty Building wurde zusammen mit dem Wolkenkratzer erbaut und deren Fassade an die der beiden historischen Gebäuden angepasst. Die Fassade des Büroturms besteht aus weißem Marmor, grauem Kalkstein sowie grünem und schwarzem Granit. Die 712 Fifth Avenue umfasst an der Ecke Fifth Avenue/56th Street das Gebäude 718 Fifth Avenue, in dem sich das Juweliergeschäft Harry Winston befindet.

## Geschichte
Bis zur Errichtung des Wolkenkratzers besaß das 1908 von Albert S. Gottlieb erbaute Rizzoli Building alleinig die Adresse 712 Fifth Avenue. Das 1871 erbaute und 1907/08 von Woodruff Leeming umgestaltete Coty Building hatte die Adresse 714 Fifth Avenue und wurde nach dem französischen Parfümier François Coty benannt. Beide Gebäude wurden am 29. Januar 1985 von der New York City Landmarks Preservation Commission als Wahrzeichen unter Denkmalschutz gestellt. In ihnen befand sich von 1990 bis 2018 ein Modegeschäft von Henri Bendel. Die Paramount Group erwarb 1999 den Büroturm für 285 Millionen US-Dollar. Bei der Renovierung der Lobby im Jahr 2019 durch KPF wurden sorgfältig gefertigte, sanft geschwungene Glas- und Steinelemente eingesetzt, die das Licht brechen und dem Raum helle warme Töne geben. Das Juweliergeschäft Harry Winston beabsichtigt, sich in den 2020er Jahren nach erforderlichen Umbauten in das Ladengeschäft der 712 Fifth Avenue und nach einer Renovierung wieder in die angestammte 718 Fifth Avenue niederzulassen. In der Nachhaltigkeit hat das Gebäude die LEEDv4 Gold-Zertifizierung erhalten.
Galerie

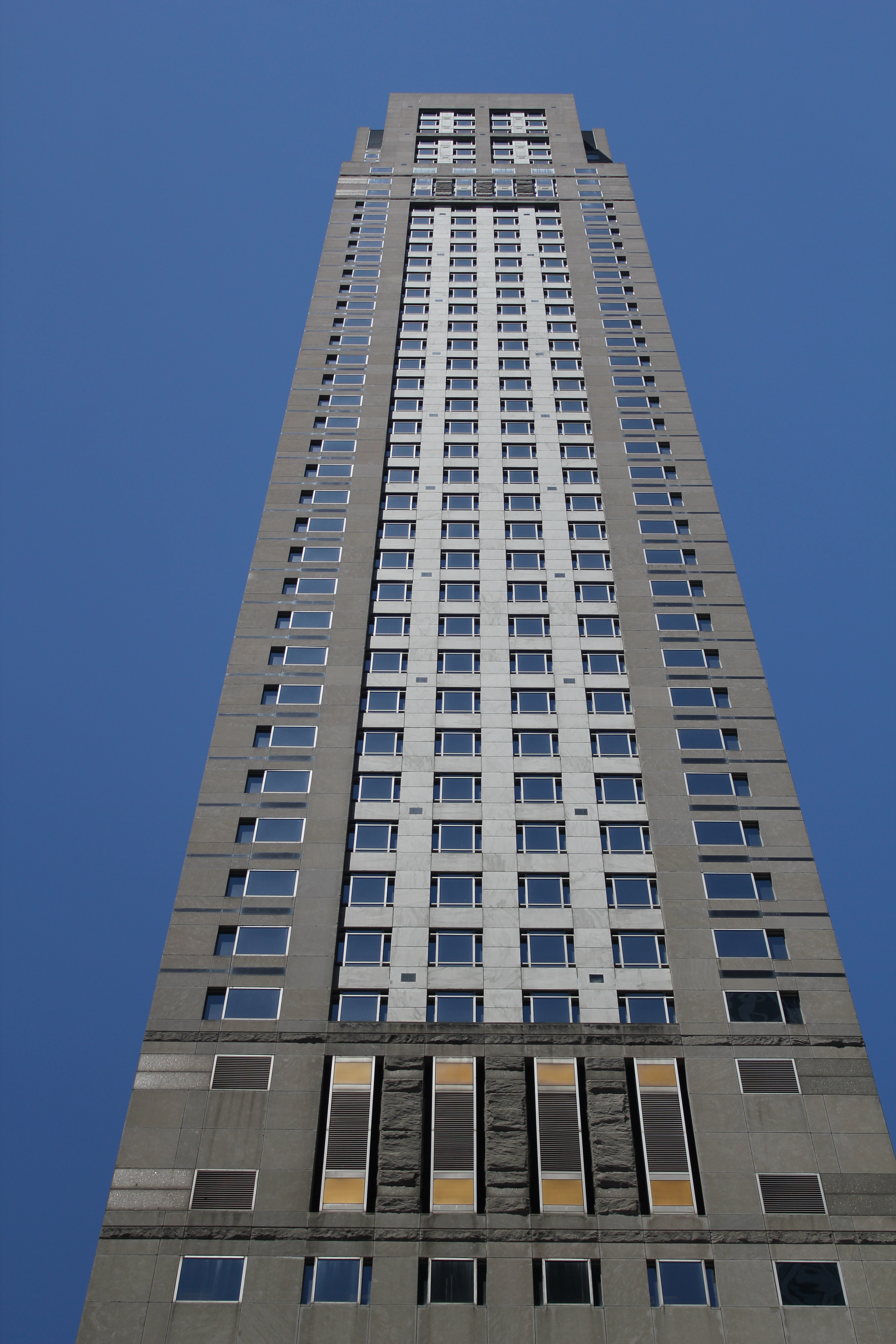
Der Büroturm 2021
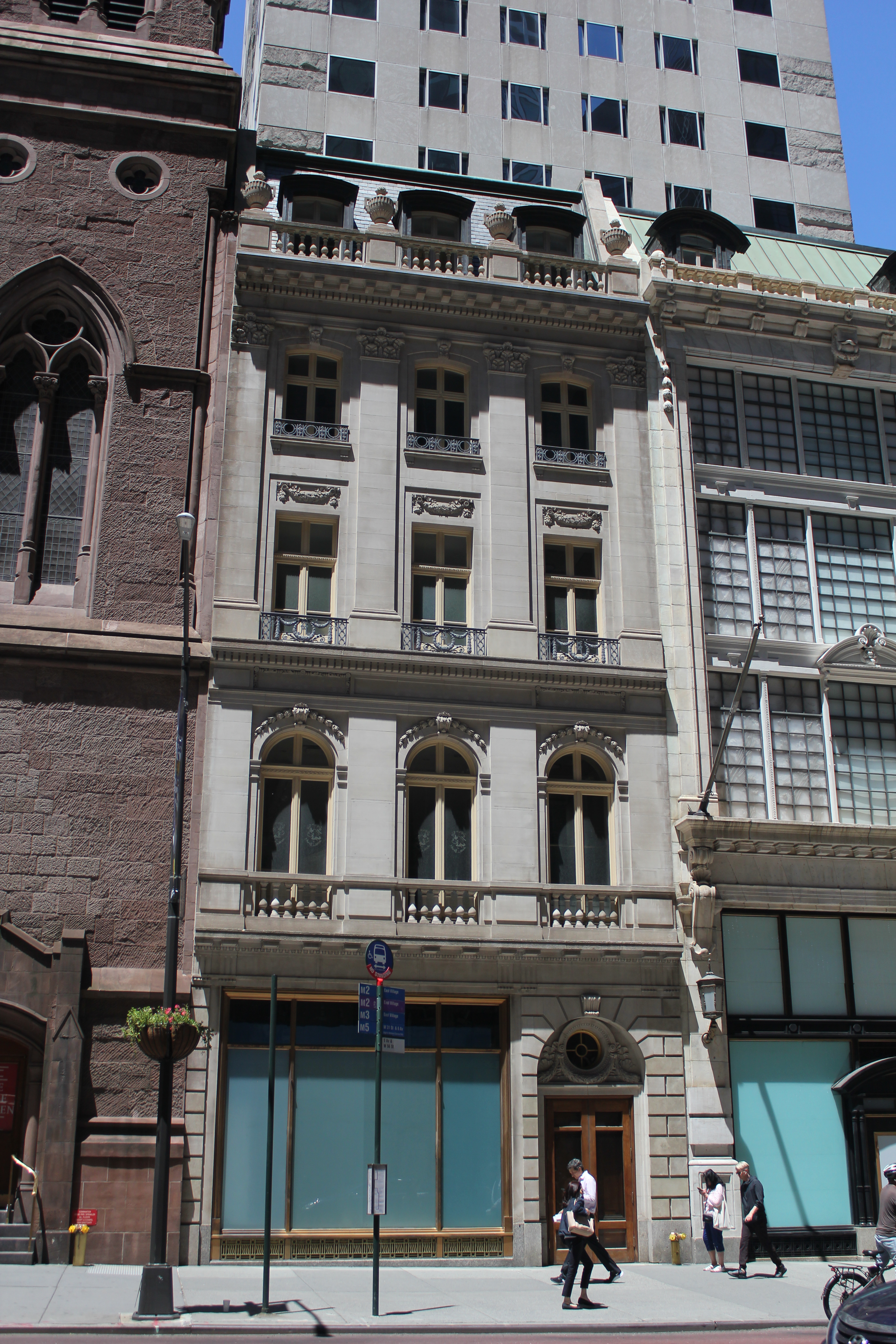
Rizzoli Bookstore Building
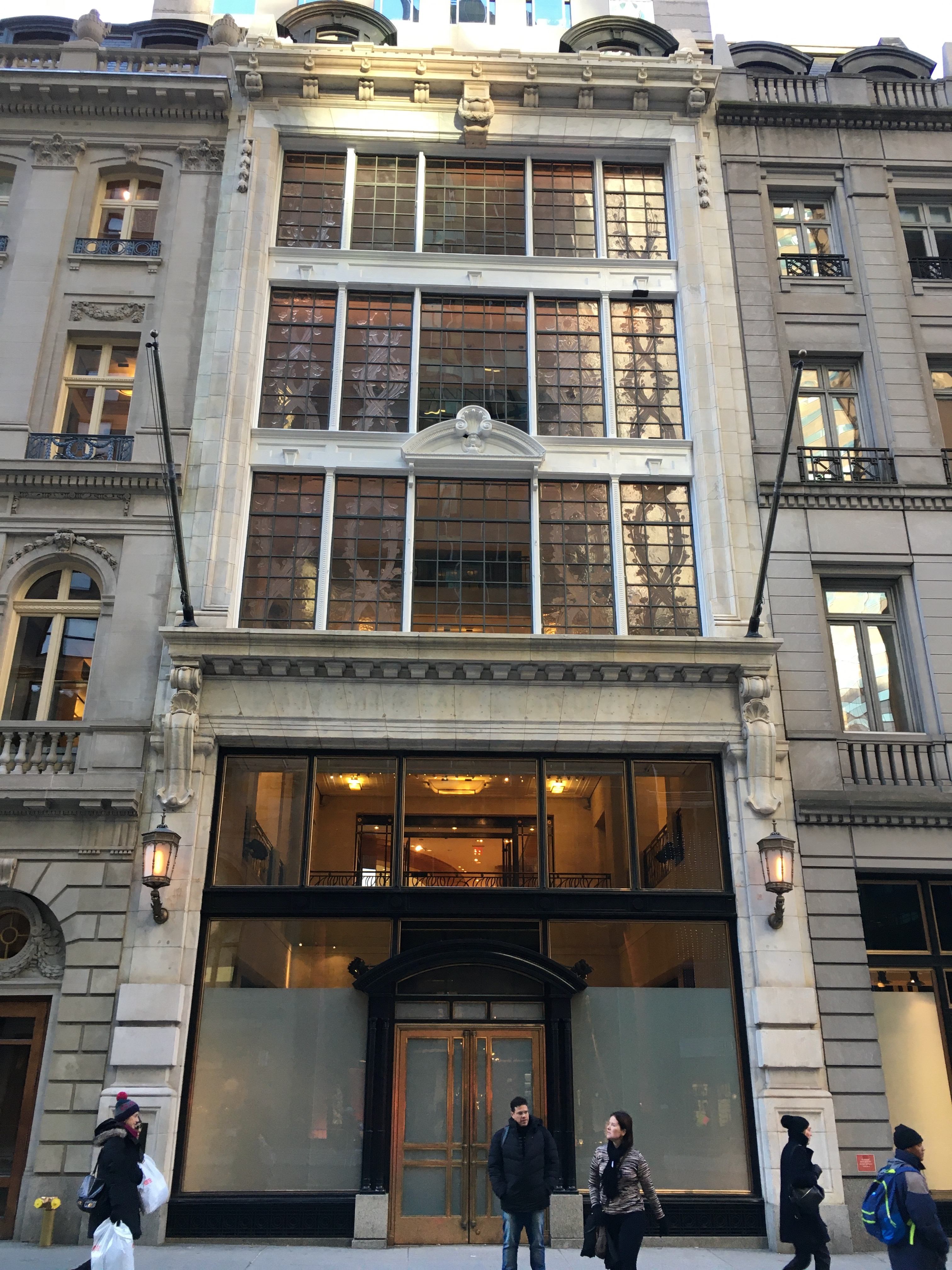
Coty Building
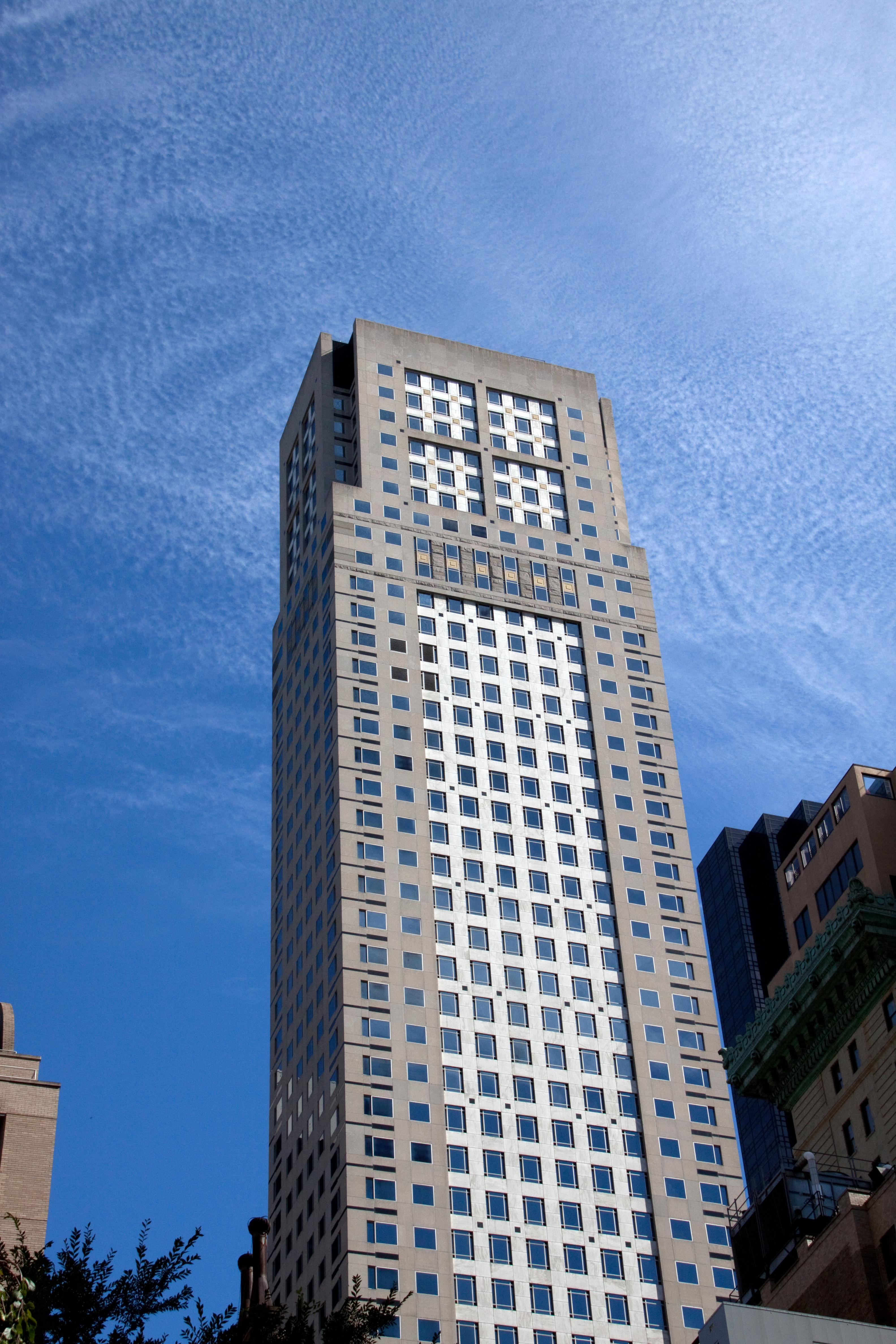
Der Tower von Süden
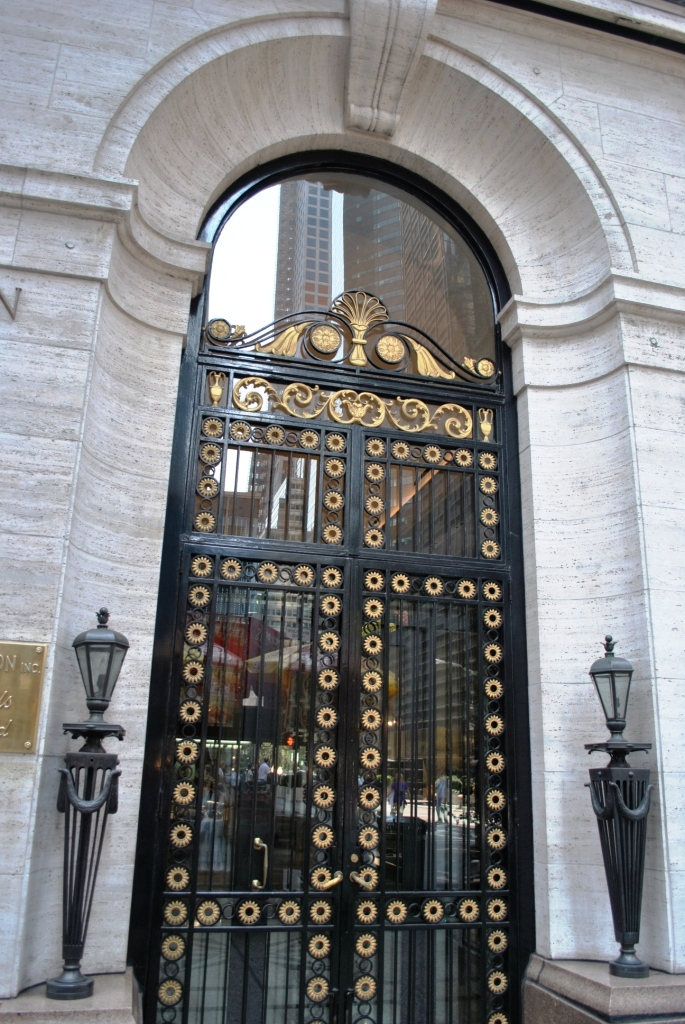
Portal 178 Fifth Avenue